# Cultura de Canoas

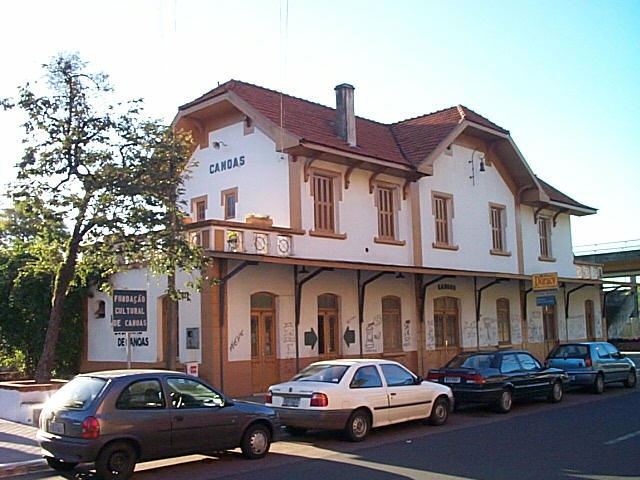
Fundação Cultural de Canoas.

A cultura de Canoas, município brasileiro do estado do Rio Grande do Sul, vem se desenvolvendo a partir do século XXI. As atividades culturais ocorrem principalmente no sábado e no domingo em decorrência a população que trabalha em Porto Alegre. Cada bairro (com exceção da Ilha das Garças) tem seu próprio monumento ou uma praça simbólica, às vezes feitas até por moradores locais. O movimento cultural mais popular do município é a festa de Nossa Senhora de Caravaggio onde se reúnem milhares de fiéis nas ruas para comemorar o dia da santa.
Outros acontecimentos do município também atraem muitos vizitantes como o Carnaval, o Encontro dos corais, a Feira do Livro, o Festival de Ginástica e Dança, e o Natal Encanto que colore as ruas do município com as cores natalinas.
A Fundação Cultural de Canoas foi criada para preservar e promover a cultura no município e de resgatar a cultura do povo canoense. Com a criação da Trensurb, a perda da identidade histórica do município era iminente por isso no dia foi 20 de novembro de 1984 ela foi criada. o prédio foi cedido devido a um Contrato entre a Prefeitutura Municipal e a Trensurb. A partir desta data começou as atividades nas áreas de Literatura, Artes Plásticas, Teatro e Cinema, Folclore, Música e Dança. Na nova Lei Orgânica, A prefeitura cedeu verbas para que um capítulo importante do município não fosse perdido.
O município promove Concurso de Literatura e tem como objetivo premiar autores do município de outras regiões do Brasil e dos países que falam a língua portuguesa. O concurso abrange temas como conto, crônicas e poesias. Também ocorre a Feira do Livro.
Canoas também dispõe de algumas bibliotecas para pesquisas, sendo três as mais importantes: Biblioteca Pública Municipal João Palma da Silva (localizada no Conjunto Comercial Canoas), Biblioteca Martinho Lutero (Ulbra) e a Biblioteca da Unilasalle.
Existem no município nove CTG's, eles incentivam a prática das tradições do Rio Grande do Sul no município. Os principais centros de tradições são: o CTG Brasão do Rio Grande, a GPF Aldebarã, o CTG Mata Nativa, a DTG Morada de Guapos, a DTG Periquitos Amadores do Chasque, a GAG Piazitos do Sul, o CCT Rancho Crioulo, o CTG Raízes da Tradição e o CTG Sentinela do Rio Grande.

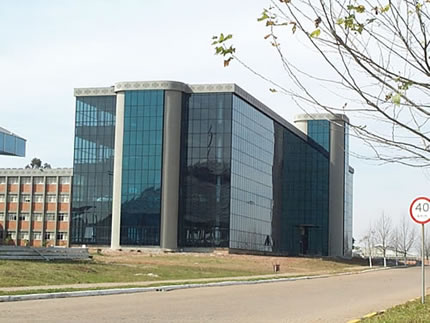
Museu da Tecnologia da ULBRA.

O teatro ainda vem se desenvolvendo lentamente, apesar de Canoas abrigar a AGTB (Associação Gaúcha de Teatro de Bonecos), o município ainda tem muito o que melhorar na área de teatro. A Fundação Cultural promove a  Amostra de Cine-Vídeo de Canoas o objetivo é instimular o talento e a criatividade de profissionais e amadores que produzem cinema e vídeo no município. Dos filmes da última edição da amostra estavam  a Casa do Poeta de Canoas, de Maria Riggo; Os Donos da Ladeira, de Cláudio Piedras; Summertime, de Cláudio Piedras; Não Tem Preço, de Marcos Vinícius Cardoso Ribeiro; Siglas do Golpe, de Antônio Jesus Pfeil e Perturbação, de Cláudia Ávila.
O município oferece vários museus, que abrangem diversas áreas e assuntos, para pesquisa e visualização. Na semana nacional do museu o evento atraí um grande número de pessoas no Museu Municipal do município e a atração mais procurada é a História do município, o público também confere o município desde sua urbanização até os dias atuais. Eis alguns museus presentes no município: Museu do Automóvel da ULBRA que é o maior da América Latina e um dos mais importantes do mundo, Museu da Tecnologia da ULBRA, Museu de Ciências Naturais (Unilasalle), Museu e Arquivo Histórico La Salle, Museu Dr. Sezefredo Azambuja Vieira (Museu Histórico de Canoas)
O projeto Canta Brasil no Mathias Velho, promove a dança e a música para jovens do bairro e sem nenhum custo. O projeto cultural já está sendo reconhecido na região.
O Carnaval de Canoas é um evento bastante conhecido na região e sempre atraí um grande número de visitantes. O município possuí um sambódromo que fica no Parque Esportivo Eduardo Gomes e lá as escolas do município se reúnem para o desfile. São onze as escolas de samba que participam do desfile no município: Acadêmicos da Grande Rio Branco, Acadêmicos de Niterói, Estado Maior da Rio Branco, Guardiões do Bom Sucesso Imperatriz da Grande Niterói, Império da Mathias, Nenê da Harmonia, Nossas Raízes, Os Tártaros, Rosa Dourada e a Unidos do Guajuviras
No município a comida mais conhecida é o Xis (XisBurguer) sendo ela a melhor da região. O Xis do município de Canoas é composto principalmente por Carne, Verduras, Queijo, Presunto, Ovo e Batata frita e pode variar dependendo do gosto do freguês.
Canoas possui um número razoável de áreas de lazer para oferecer aos seus habitantes. O município possui grandes parques e muitas praças (cerca de 113), mas nos bairros mais pobres ainda existe uma necessidade muito grande de locais que proporcionem lazer a sua população.
Entre os principais centros de lazer do município, estão os seguintes: Parque Municipal Getúlio Vargas (Capão do Corvo), Parque Esportivo Eduardo Gomes (Parcão), Canoas Country Club (somente para associados), Centro Olímpico Municipal e outros diversos.
No interior do Parque Getúlio Vargas se localiza o Zoológico Municipal de Canoas (Mini Zoo), um zoológico de pequeno porte.

## Esportes

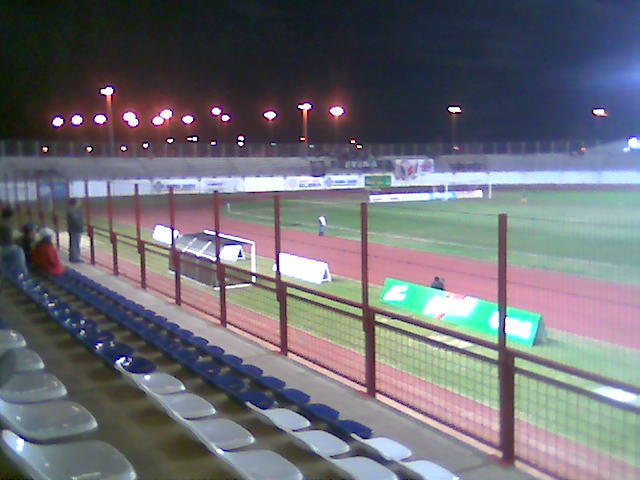
Complexo Esportivo da Ulbra.

Na cidade existem um clube profissional: O Canoas Sport Club que foi Vice-Campeã do Gaúcho em 2004 quando ainda se chamava Sport Club Ulbra, atualmente o clube que está com nova administração e apenas disputa o Primeira Divisão. Até 2002, a cidade ainda tinha o Canoas Futebol Clube, extinto naquele ano. Os dois já chegaram a participar juntos no Campeonato Gaúcho de Segunda Divisão de 2002, más não houve confronto. Os principais estádios são o Complexo Esportivo da Ulbra, que já sediou eventos como o Campeonato Brasileiro de Futebol Sub-20 em 2006 e a I Copa Canoas Internacional de Clubes Sub-17, e o Estádio Francisco Novelleto Neto, casa do Canoas Futebol Clube. Existem outros clubes importantes como o Frigosul que foi Vice-Campeão do Campeonato Gaúcho Amador da década de 1960, o SC Oriente e o Rio Grande FC que disputa atualmente o Campeonato Gaúcho de Futebol Amador. Esses clubes estão com o interesse em disputar a Segundona Gaúcha. É realizada também a Liga Canoense de Futebol onde os diversos clubes amadores do município se enfrentam para disputar os estaduais.
O município é conhecida mundialmente no futsal, a Sport Club Ulbra foi tri-campeã mundial em 1996, 1999 e em 2001. Outro clube bem conhecido é o Sport Club Ponte Preta, esses dois e outros clubes que são do município disputam a divisão de ouro ou a de prata e cujo campeão participa de torneios regionais.
No município se encontram, além do futebol, vários outros campeonatos de esportes como: Vôlei, Ginástica, Natação, Judô, Capoeira, Basquete e até mesmo de Ioiô, entre outros esportes. Durante um tempo uma empresa de Porto Alegre, a Gold Kart se instalou atrás do Carrefour e depois no estacionamento do Canoas Shopping quando fechou.

## Etnias
A população canoense é formada por afro-descendentes, mestiços, açorianos e alemães, e também alguns imigrantes italianos, ucranianos e palestinos que vieram à Porto Alegre no século XX. A maioria se instalou na região, mas outros se mudaram para regiões próxima, uma delas era o futuro município de Canoas.

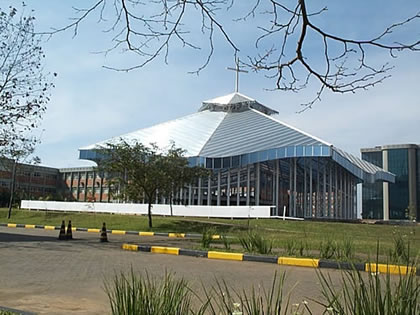
Capela da Ulbra.

### Religiões
Assim como no Brasil a escolha da religião é livre e devido a grande quantidade de igrejas católicas que estão instaladas no município a metade da população é dessa religião. O município de Canoas possui a seguinte distribuição religiosa: 75,72% são católicos; 12,66% são evangélicos; 2,09% são espíritas,
1,91% umbandistas, 4,9% são ateus e 2,72% possuem outra religião.
Igreja Católica
Está presente com 17 paróquias espalhadas por todos os bairros. A sede do Vicariato de Canoas que abrange também Esteio e Sapucaia do Sul (somando 383 mil pessoas, 21 paróquias e 490 comunidades) é a Paróquia São Luís Gonzaga, localizada no centro de Canoas. São Luís Gonzaga é padroeiro do município, sendo mencionado inclusive no Hino de Canoas.
Igreja Luterana
Também possui grande presença no município, com comunidades em alguns bairros e na Ulbra. O Pentecostalismo vem crescendo no município, assim como em todo o Brasil, em suas mais diversas correntes.

## Eventos
| Data      | Observações                  |
| --------- | ---------------------------- |
| Fevereiro | Nossa Senhora dos Navegantes |

| Data     | Observações                          |
| -------- | ------------------------------------ |
| Maio     | Festa da Nossa Senhora do Caravaggio |
| Junho    | Semana de Canoas                     |
| Julho    | Feira do Livro                       |
| Agosto   | Encontro dos Corais                  |
| Agosto   | Festa do Folclore                    |
| Setembro | Semana Farroupilha                   |
| Outubro  | Dia 31 (Halloween)                   |
| Novembro | Festival de Ginástica e Dança        |
| Dezembro | Natal Encanto                        |